# Gunbarrel Highway

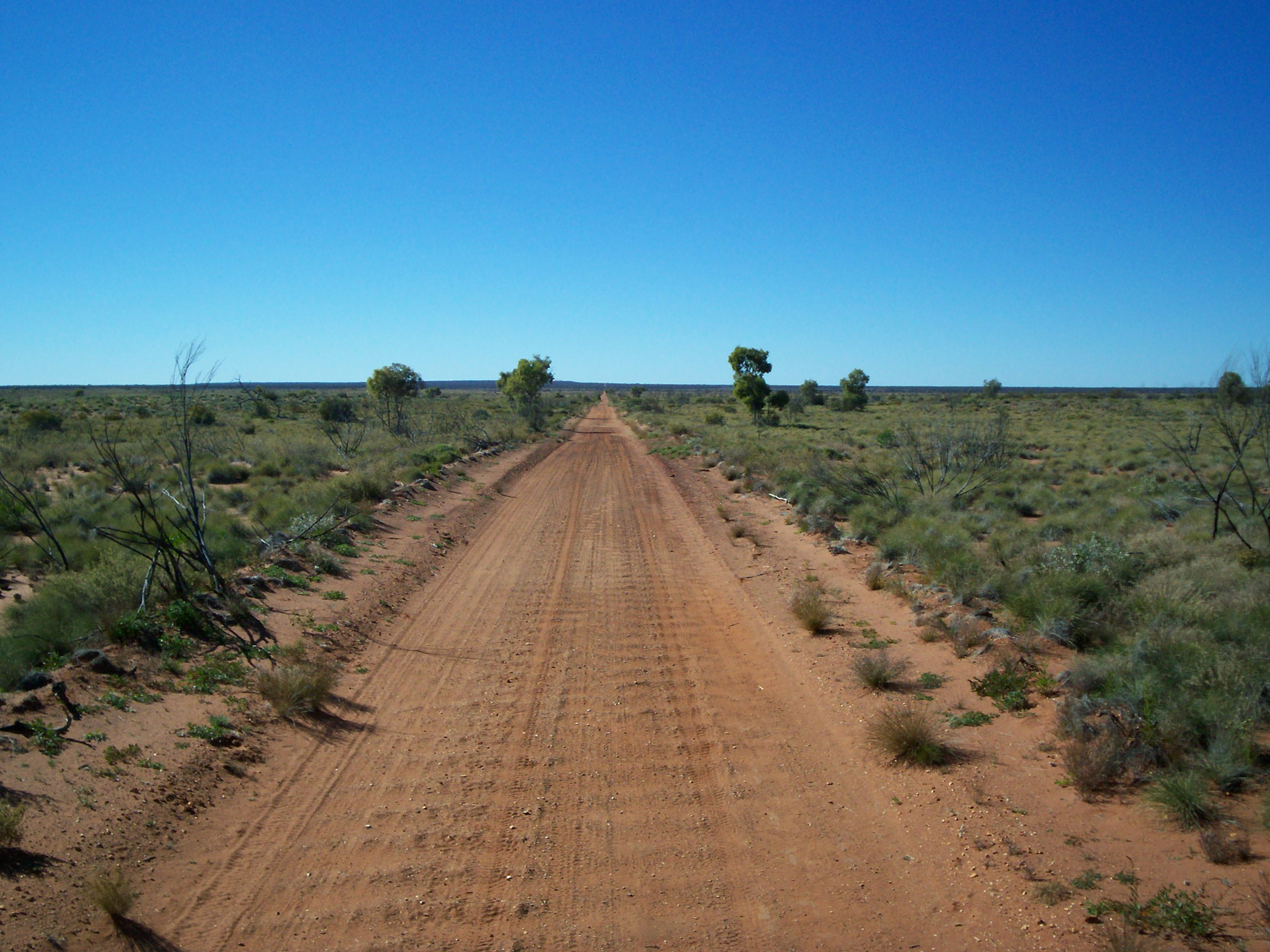
Gunbarrel Highway.

Gunbarrel Highway désigne, en Australie, une piste parcourant sur plus de 1 400 km, trois territoires : Nord, Australie occidentale et méridionale. Elle joint approximativement, dans le sens est-ouest, les localités de Yulara à Wiluna.
La Gunbarrel Highway relie Victory Downs dans le Territoire du Nord à la Carnegie Station en Australie Occidentale. La route a été construite pour des sites d'essais nucléaires situés dans les environs. Le nom de cette route lui vient de Gunbarrel (Canon de fusil en anglais), en hommage à Len Beadell qui souhaitait construire une route droite comme un canon de fusil.

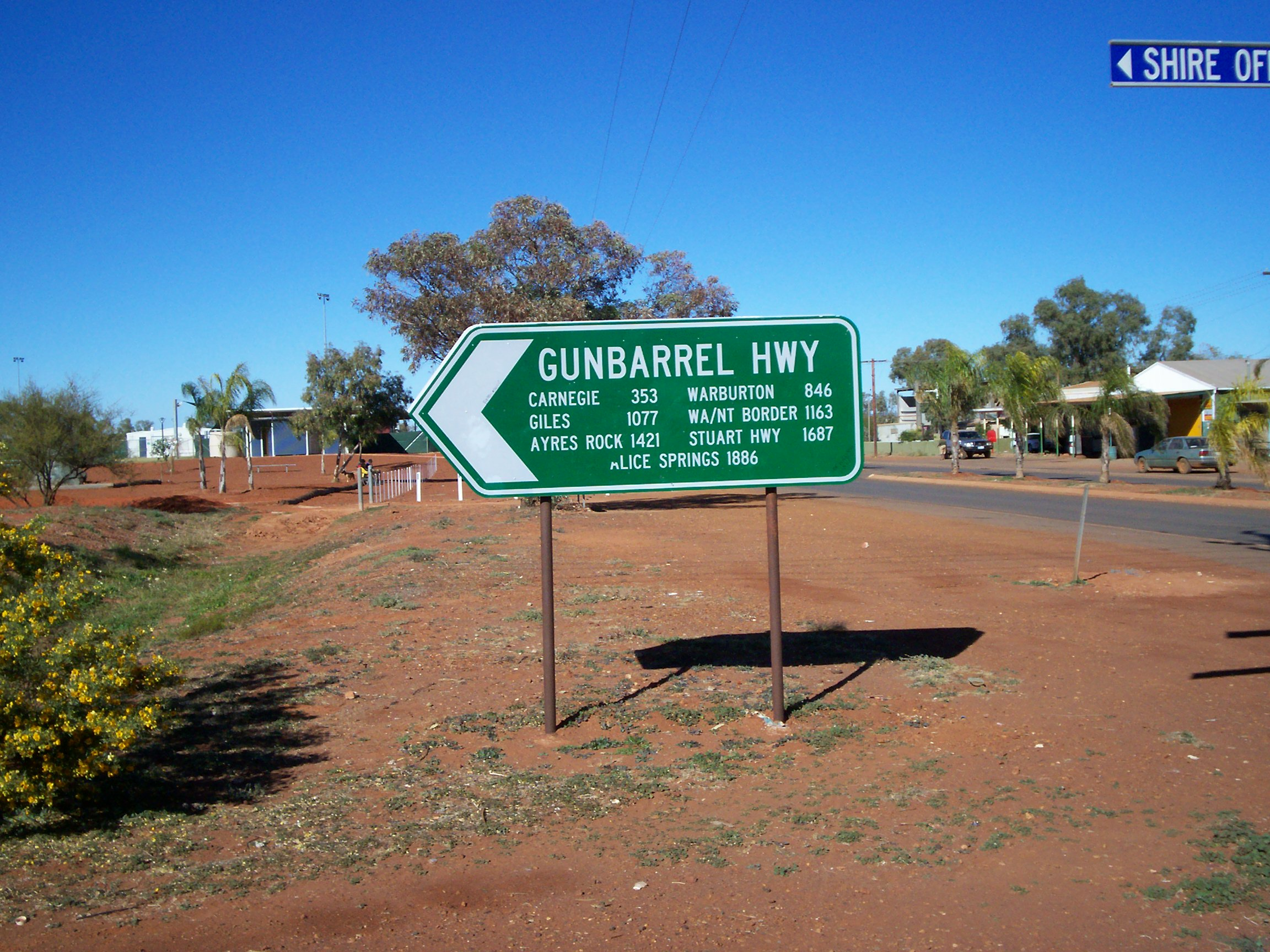
Panneau indiquant le Gunbarrel Highway.

La construction de cette voie démarre en 1955 sous l'impulsion de Len Beadell, pour s'achever trois ans plus tard. Certains tronçons sont inclus dans la Great Central Road. L'axe est prisé des amateurs de tourisme en tout-terrain mais, le voyage étant synonyme de contrées très reculées, il n'est à recommander qu'à des pratiquants chevronnés, disposant de tout le nécessaire pour éviter les surprises (vivres, eau potable, carburant, pièces et outillage...). Le cheminement prend, selon les saisons et l'état de la route, de trois à cinq jours, durant lesquels l'explorateur traverse plusieurs réserves aborigènes, nécessitant chacune l'obtention de permis.

## Conditions climatiques
Les conditions climatiques peuvent considérablement varier dans cette région reculée du continent rouge, principalement en fonction du volume des précipitations et du trafic sur la piste. Il est judicieux de se renseigner auprès des autorités locale avant tout départ. La piste est relativement peu fréquentée tout au long de l'année de par son caractère isolé mais il existe toutefois des périodes de pics de fréquentation qui couplés à de mauvaises conditions météo peuvent laisser la piste dans un piteux état avec des portions assez techniques même en 4x4.

## Carte

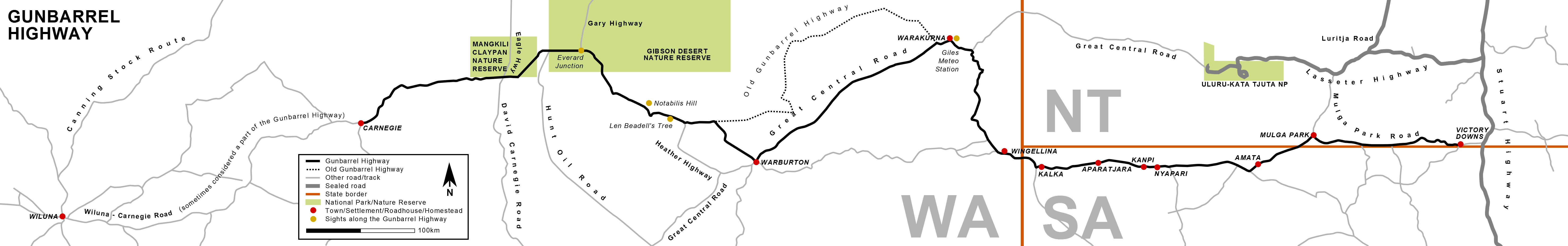
Le Gunbarrel Highway est dessiné en noir.

## Héritage populaire
Le groupe de rock Midnight Oil en a tiré en 1987 une chanson, dernière plage de leur album Diesel and Dust. Le morceau Warakurna est une autre allusion directe à la route.